# Vantskrue
En vantskrue eller bardunstrammer er en mekanisk anordning til justering af spændingen (kraft) eller længden af reb, snor, stålkabler, trækstænger og andre spændingssystemer.
En vantskrue anvendes fx til en skibs vanter, i byggeri og barduner.
En vantskrue består normalt af to øjebolte (eller krog) med gevind, en skruet ind i hver ende af en lille metalramme, en med venstregevind og den anden med højregevind. Spændingen kan justeres ved at dreje rammen eller røret, hvilket bevirker, at begge øjebolte skrues ind eller ud samtidigt, uden at dreje øjeboltene eller vedhæftede kabler.